# Distretto municipale di Komenda-Edina-Eguafo-Abirem
Il distretto di Komenda-Edina-Eguafo-Abirem  (ufficialmente Komenda/Edina/Eguafo/Abirem District, in inglese) è un distretto della regione Centrale del Ghana.